# Kuromon-dōri
Pour les articles homonymes, voir Kuromon.
Le Kuromon-dōri (黒門通, Kuromon-dōri) est une voie du centre-ouest de Kyoto, dans les arrondissements de Kamigyō, Nakagyō et Shimogyō. Elle commence à l'Imadegawa-dōri et termine à l'Umekōji-dōri (ja). Elle est interrompue à trois reprises, entre Marutamachi-dōri et Oshikōji-dōri, entre Matsubara-dōri (ja) et Manjuji-dōri (ja), et entre Hanayachō-dōri (ja) et Shimouonotana-dōri.

## Description

### Situation
Le Kuromon-dōri est une rue du centre des arrondissements de Kamigyō, Nakagyō et Shimogyō,. Elle commence dans le quartier de Motoisa-chō (元伊佐町) et termine dans celui de Keinai-chō (境内町). La rue fait son début à l'Imadegawa-dōri (今出川通), une des importantes artères est-ouest du nord de la ville, et rejoint alors Motoseiganji-dōri (元誓願寺通). Cette section est courte et étroite et les voitures ne peuvent y passer, et le début de la rue est parfois considéré comme étant Motoseiganji-dōri (元誓願寺通). Kuromon-dōri est interrompue une première fois à Marutamachi-dōri (丸太町通), peu avant le château de Nijō,. Elle réapparaît au sud du château à Oshikōji-dōri (押小路通), puis est interrompue une seconde fois à Matsubara-dōri (ja) (松原通), avant de réapparaître une rue plus loin au Manjuji-dōri (ja) (万寿寺通). Elle est coupée une rue avant Hanayachō-dōri (ja) (花屋町通), juste avant le temple Nishi Hongan-ji. Elle réapparaît au Shimouonotana-dōri (下魚棚通) et termine à Umekōji-dōri (ja) (梅小路通), juste avant les rails des grandes lignes ferroviaires se rendant à la gare de Kyoto, à l'est. La chaussée se poursuit au-delà des rails, et cette section est parfois considérée comme une partie de la rue. Elle suit l'Inokuma-dōri (ja) (猪熊通) à l'est et précède l'Ōmiya-dōri (ja) (大宮通) l'ouest. Il s'agit de la troisième rue à l'ouest de Horikawa-dōri (ja) (堀川通).
La circulation se fait en sens unique du nord au sud. La rue fait environ 3 500 mètres de long, mais 4 800 mètres séparent son début de sa fin.

### Voies rencontrées
Du nord au sud, en sens unique. Les voies rencontrées de la droite sont mentionnées par (d), tandis que celles rencontrées de la gauche, par (g). Seules les rues ayant un nom sont listées.
1. (Imadegawa-dōri (今出川通))[1]
2. Motoseiganji-dōri (元誓願寺通)[5]
3. Yokoshinmei-dōri (横神明通)
4. Ichijō-dōri (一条通)[3]
5. Nakadachiuri-dōri (中立売通)[3]
6. Kamichōjamachi-dōri (上長者町通)
7. Shimochōjamachi-dōri (下長者町通)
8. Demizu-dōri (出水通)
9. Shimodachiuri-dōri (下立売通)[3]
10. Sawaragichō-dōri (椹木町通)
11. Marutamachi-dōri (丸太町通)[3] [interruption de la rue]
12. Oshikōji-dōri (押小路通)[3] [réapparition de la rue]
13. Oike-dōri (御池通)[3]
14. Aneyakōji-dōri (姉小路通)
15. Sanjō-dōri (ja) (三条通)[3]
16. Rokkaku-dōri (六角通)
17. Takoyakushi-dōri (蛸薬師通)[3]
18. Nishikikōji-dōri (錦小路通)[3]
19. Shijō-dōri (en) (四条通)[3]
20. Ayanokōji-dōri (ja) (綾小路通)
21. Bukkōji-dōri (ja) (仏光寺通)
22. Takatsuji-dōri (ja) (高辻通)
23. Matsubara-dōri (ja) (松原通) [interruption de la rue]
24. Manjuji-dōri (ja) (万寿寺通) [réapparition de la rue]
25. Gojō-dōri (ja) (五条通)
26. Chūdōji-dōri (中堂寺通)
27. (Hanayachō-dōri (ja) (花屋町通)) [interruption de la rue]
28. Shimouonotana-dōri (下魚棚通) [réapparition de la rue]
29. Kizuyabashi-dōri (ja) (木津屋橋通)
30. Shiokōji-dōri (ja) (塩小路通)
31. Umekōji-dōri (ja) (梅小路通)[1],[5]

- Sources : (ja) Université Ritsumeikan Asia Pacific (en), « 近代京都オーバーレイマップ », sur Art Research Center,‎ 2024 (consulté le 20 février 2024).

### Transports en commun
Les bus du réseau d'autobus de Kyoto (ja) ne passent par sur la rue. Les arrêts les plus proches de la rue sont sur Ōmiya-dōri ; les plus importants sont Imadegawa-Ōmiya (今出川大宮, lignes 51, 59, 201, 203), Shijō-Ōmiya (四条大宮, lignes 3,6, 8, 11, 13, 18, 26, 27, 28, 29, 32, 46, 52, 55, 58, 67, 69, 71, 91, 201, 203, 206, 207, Boucle13, Spécial13, Spécial18, Spécial71), Ōmiya-Gojō (大宮五条, lignes 6, 18, 32, 43, 58, 71, 73, 75, 80, 206, 207, Spécial18, Spécial71), et Nanajō-Ōmiya / Aquarium de Kyoto (en) (七条大宮・京都水族館前, lignes 6, 18, 33, 58, 71, 86, 88, 205, 206, 207, 208, Express205, Spécial18, Spécial33, Spécial71). Les arrêts les plus proches au nord de Shijō sont sur Horikawa et sont Horikawa-Nakadachiuri (堀川中立売, lignes 9, 12, 50, 67), Horikawa Marutamachi (堀川丸太町, lignes 9, 10, 12, 50, 67, 93, 202, 204) , Horikawa-Oike (堀川御池, lignes 9, 12, 15, 50, 67) et Horikawa-Sanjō (堀川三条, ligne 9, 12, 50, 67).
La station du métro de Kyoto la plus proche est sur Oike-dōri, à cinq minutes de marche : Nijōjō-mae (二条城前駅), sur la ligne Tōzai.

## Odonymie
« Kuromon » (黒門) vient de la porte (門) en fer devant le palais Jurakudai construit par Hideyoshi près de la rue, dans l'actuel Kamigyō, mais qui a disparu peu avant le début du XVIIe siècle,. Le fer est aussi appelé « Kurogane » (鉄) et le « kuro » dans « Kuromon » fait référence au fer et non à la couleur noire (黒). Le nom Kuromon lui aurait été attribué durant le milieu de l'époque d'Edo (1603-1868).
La rue a aussi eu d'autres noms, tel Atarashimachi-dōri (新シ町通), Tanbayachō-dōri (丹波屋町通), Nishinaya-dōri (西納屋通), Midaimatsu-dōri (御太刀松通) ou encore Takeyamachi-dōri (竹屋町通), mais les noms ont été unifiés durant l'ère Shōwa (1926-1989), vers 1945,,.
La rue est nommée dans le « Teragokō » (寺御幸), la chanson des rues de Kyoto pour les rues nord-sud,.

## Histoire
Kuromon-dōri n'existait pas à la création de la capitale impériale en 794, et apparaît en 1590 lors du réaménagement territorial de l'ère Tenshō (ja) (天正の地割, Tenshō no jiwari) par Toyotomi Hideyoshi, durant le dernier quart du XVIe siècle,. Elle terminait au début à Motoseiganji-dōri, mais a plus tard été prolongée jusqu'à Imadegawa-dōri.

## Patrimoine et lieux d'intérêt
Au nord de Marutamachi, la rue est principalement résidentielle et bordée de maisons de ville traditionnelles, tandis qu'entre le château de Nijō et Shijō-dōri, les maisons sont plus récentes.
Juste au sud de Motoseiganji se trouve la résidence Hoso'o (細尾邸), maison historique appartenant à une famille de tisserands du Nishijin. Au nord de Nakadachiuri se trouve la confiserie Shioyoshiken (塩芳軒), fondée en 1882 et ouverte dans une maison inscrite au registre des bâtiments historiques locaux. Juste après avoir passé Nakadachiuri, on peut voir du côté est le Tanbaya (丹波屋), tandis qu'au nord de Shimodachiuri se trouvent les résidences Yuasa (湯浅邸) et Ikegami (池上邸), toutes trois maisons historiques.
À Marutamachi, la rue est interrompue par l'école maternelle Taiken (待賢幼稚園). Au sud de Takoyakushi est ouvert du côté ouest le temple Shinren-ji (真蓮寺), avec sa salle d'études bouddhiques « Sankyūdō » (三休堂) donnant directement sur la rue.